# 小林吉彦
小林 吉彦（こばやし よしひこ、1920年7月20日 - 2013年2月18日）は、日本の経営者。フジサンケイグループ代表、ニッポン放送会長を務めた。

## 来歴・人物
栃木県出身。1943年に慶應義塾大学法学部を卒業。三井精機、栃木労働基準局での勤務を経て、1954年にニッポン放送に転じ、1960年に産業経済新聞社への出向を経て、1961年にニッポン放送に復帰。1967年5月に取締役に就任し、1968年5月に常務に就任し、1969年5月に専務を経て、1977年6月から1986年6月までにサンケイビル社長を務めた。1992年7月から1993年7月までにフジサンケイグループ本社社長を務め、1993年6月から1997年6月までフジサンケイグループ代表とニッポン放送会長を務めた。フジテレビジョン顧問も務めた。
1995年11月に勲二等瑞宝章を受章。
2013年2月18日に老衰のために死去。92歳没。